# Mocquerysia distans
Mocquerysia distans är en videväxtart som beskrevs av Franciscus Jozef Breteler. Mocquerysia distans ingår i släktet Mocquerysia och familjen videväxter. Inga underarter finns listade i Catalogue of Life.